# Piotr Iberyjczyk

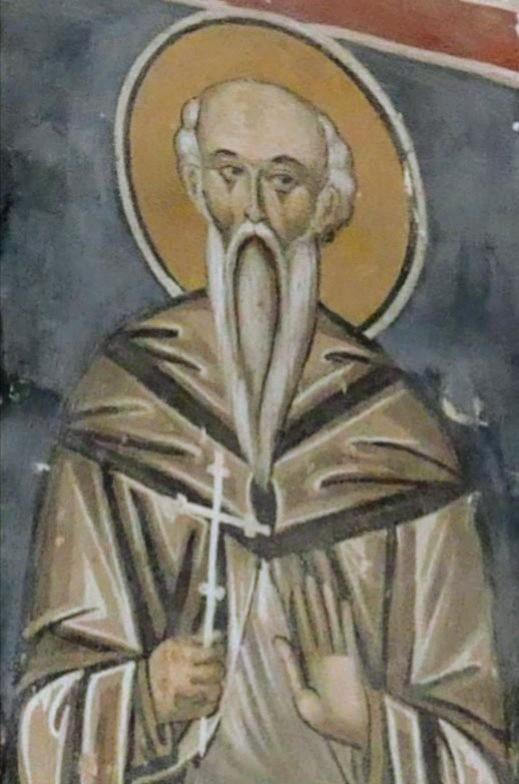
Piotr Iberyjczyk.

Piotr Iberyjczyk (gruz. პეტრე იბერი, ok. 417-491) – gruziński biskup Majumy koło Gazy, chrześcijański teolog i filozof, zagorzały przeciwnik Soboru Chalcedońskiego.
Na biskupa Majumy konsekrował go w roku 452 biskup Teodozjusz, zajmujący miejsce patriarchy Jerozolimy, które w świetle prawa należało się Juwenalowi. Gdy Juwenal przybył do Jerozolimy w asyście armii cesarskiej, Piotr Iberyjczyk zbiegł z Palestyny do Egiptu, gdzie w 457 roku wziął udział w konsekrowaniu anty-chalcedońskiego patriarchy Aleksandrii. Do Palestyny powrócił ok. 475 roku by agitować tam przeciwko Chalcedonowi i zająć się organizacją anty-chalcedońskiego ruchu monastycznego. Ok. roku 479 poznał Jana Rufusa, z którym przebywał aż do śmierci.